# Роєво (Любуське воєводство)
Роєво (пол. Rojewo, нім. Rhyn) — село в Польщі, у гміні М'єндзижеч Мендзижецького повіту Любуського воєводства.
Населення — 102 особи (2011).
У 1975-1998 роках село належало до Гожовського воєводства.

## Демографія
Демографічна структура станом на 31 березня 2011 року:
|          | Загалом | Допрацездатний вік | Працездатний вік | Постпрацездатний вік |
| -------- | ------- | ------------------ | ---------------- | -------------------- |
| Чоловіки | 58      | 16                 | 37               | 5                    |
| Жінки    | 44      | 8                  | 28               | 8                    |
| Разом    | 102     | 24                 | 65               | 13                   |